# Mata (Brasil)
Mata es un municipio del estado de Rio Grande do Sul, en Brasil.

## Datos básicos
- Su población estimada para el año 2004 era de 5.573 habitantes.
- Ocupa una superficie de 299,743 km².

## Coordenadas
Se encuentra ubicado a una latitud de 29º33'56" Sur y una longitud de 54º27'37" Oeste, estando a una altitud de 127 metros sobre el nivel del mar.

## Paleontología
Esta ciudad pertenece a geoparque de Paleorrota.

### Musueo
- Museo Sacerdote Daniel Cargnin
- Jardín paleobotánico del Mata